# Liste der Einträge im National Register of Historic Places im Kewaunee County

Lage des Kewaunee County in Wisconsin

Die Liste der Einträge im National Register of Historic Places im Kewaunee County in Wisconsin führt alle Bauwerke und historischen Stätten im Kewaunee County auf, die in das National Register of Historic Places aufgenommen wurden.

## Legende
| NRHP | Historic Place    |
| HD   | Historic District |

## Aktuelle Einträge
| [ 2 ] | Name                                         | Bild                                         | Eintragsdatum        | Lage | Ort          | Beschreibung |
| ----- | -------------------------------------------- | -------------------------------------------- | -------------------- | --- | ------------ | --- |
| 1     | America (Schiffswrack)                       |                                              | 2013 ID-Nr. 13000467 | rund 6,5 km vom Ufer 44° 21′ 0,8″ N, 87° 24′ 56,4″ W                                                                                | Michigansee  | |
| 2     | Ahnapee Brewery                              | Ahnapee Brewery                              | 1994 ID-Nr. 94000597 | 115 Navarino Street 44° 36′ 35″ N, 87° 26′ 7″ W                                                                                     | Algoma       | 1868 als Brauerei errichtetes Fabrikgebäude; seit 1890 verschiedene andere Nutzungen                                                                               |
| 3     | Daniel Lyons (Schiffswrack)                  |                                              | 2007 ID-Nr. 07001048 | rund 6,5 km vom Ufer 44° 40′ 21″ N, 87° 17′ 43″ W                                                                                   | Michigansee  | 1873 gebauter Dreimastschoner; 1878 nach einer Kollision gesunken                                                                                                  |
| 4     | Art Dettman Fishing Shanty                   | Art Dettman Fishing Shanty                   | 1993 ID-Nr. 93001428 | Church Street, am Ahnapee River 44° 36′ 35″ N, 87° 26′ 2″ W                                                                         | Algoma       | |
| 5     | George Halada Farmstead                      | George Halada Farmstead                      | 1993 ID-Nr. 93000026 | 1113 County Highway F 44° 27′ 25″ N, 87° 42′ 51″ W                                                                                  | Ellisville   | In des 1870er Jahren angelegte Farm |
| 6     | Kewaunee County Sheriff's Residence and Jail | Kewaunee County Sheriff's Residence and Jail | 1996 ID-Nr. 96000728 | Court House Square, Kreuzung mit der Dodge Street und der Vliet Street 44° 27′ 23″ N, 87° 30′ 17″ W                                 | Kewaunee     | 1876 im Italianate-Stil errichtetes Sheriffsgebäude und Gefängnis; heute Museum der Kewaunee County Historical Society                                             |
| 7     | Kewaunee Post Office                         | Kewaunee Post Office                         | 2000 ID-Nr. 00001247 | 119 Ellis Street 44° 27′ 30″ N, 87° 30′ 3″ W                                                                                        | Kewaunee     | Im Inneren des Gebäudes befindet sich das Wandgemälde Winter Sport von Paul Faulkner aus dem Jahr 1940, das im Rahmen des New Deal gestiftet wurde                 |
| 8     | Major Wilbur Fr. Browder (Schlepper)         | Major Wilbur Fr. Browder (Schlepper)         | 2002 ID-Nr. 02000284 | Harbor Park, Kilbourn Street 44° 27′ 36″ N, 87° 30′ 6″ W                                                                            | Kewaunee     | 1943 gebauter Schlepper, der bei der Landung in der Normandie für Munitionsnachschub beteiligt war; später beim USACE auf den Großen Seen im Einsatz; heute Museum |
| 9     | Marquette Historic District                  | Marquette Historic District                  | 1993 ID-Nr. 93001167 | Abgegrenzt durch das Ufer des Michgansses, die Center Street, die Juneau Street und die Lincoln Street 44° 27′ 11″ N, 87° 30′ 13″ W | Kewaunee     | 43 Wohnhäuser verschiedener Baustile aus der Zeit von 1880 bis 1940                                                                                                |
| 10    | Melvin W. and Mary Perry House               | Melvin W. and Mary Perry House               | 2008 ID-Nr. 07001461 | 519 3rd Street 44° 36′ 29″ N, 87° 26′ 15″ W                                                                                         | Algoma       | 1909 im neoklassizistischen Stil errichtetes Wohnhaus |
| 11    | Pilgrim Family Farmstead                     | Pilgrim Family Farmstead                     | 1979 ID-Nr. 79000091 | Church Road 44° 25′ 14″ N, 87° 38′ 1″ W                                                                                             | Kewaunee     | |
| 12    | St. Lawrence Catholic Church                 | St. Lawrence Catholic Church                 | 1989 ID-Nr. 89000056 | Kreuzung von WIS 163 und County Highway J 44° 23′ 58″ N, 87° 41′ 5″ W                                                               | Stangelville | 1892 im neugotischen Stil errichtete katholische Kirche böhmischer Einwanderer                                                                                     |

## Frühere Einträge
| [ 2 ] | Name              | Bild              | Eintragsdatum        | Lage                                                    | Ort   | Beschreibung |
| ----- | ----------------- | ----------------- | -------------------- | ------------------------------------------------------- | ----- | --- |
| 1     | Massart Farmstead | Massart Farmstead | 1980 ID-Nr. 80000143 | alt:County Highway C neu: 44° 28′ 24,1″ N, 88° 1′ 58″ W | Casco | 1984 zum Heritage Hill State Historical Park in Green Bay verlegt und als eigenständiges Objekt aus dem Register gestrichen |